# Vértice (revista)
Vértice fue una revista ilustrada de ideología falangista, que se publicó en España durante la Dictadura franquista. Su primer número se publicó en San Sebastián, durante la guerra civil española y su existencia se alargó hasta 1946, cuando dejó de editarse. Durante su existencia coexistió con otra revista gráfica falangista, Fotos.

## Historia
En abril de 1937 apareció el primer número de la revista, que surgió en San Sebastián al igual que otras muchas revistas y publicaciones falangistas. Fue publicada en los talleres de la Diputación de Guipúzcoa, en Nueva Editorial, en Casa Navarro y del Teso, y también en la Editorial Icharopena de Zarauz. Los textos de este primer número eran de los autores Federico de Urrutia, Dionisio Ridruejo, Carmen de Icaza, Martín Almagro, José María Usandizaga y Benito Perojo. Tras el final de la guerra civil española, su sede se trasladó a Madrid, al igual que otras publicaciones franquistas y pasó a ser editada bajo el subtítulo Revista Nacional de FET y de las JONS.
El número 52, publicado en enero de 1942, estuvo dedicado a las Filipinas, en plena conquista japonesa del archipiélago y en un momento en que la prensa franquista había aumentado el interés por el tema filipino con claros tintes reivindicativos, y también como denuncia por la situación del idioma español frente al inglés en el archipiélago. La población se mantuvo hasta que la Delegación Nacional de Prensa y Propaganda de Falange decidió dejar de publicarla en 1946. La última revista, la número 83, se publicó en febrero de 1946. 
En marzo de 1939 se publicó un número especial fuera de serie con el título "Vértice en Alemania". 
A lo largo de su existencia, las ilustraciones de la revista fueron obra de un grupo de pintores que se habían destacado como cartelistas del Bando sublevado durante la guerra civil: Carlos Sáenz de Tejada, Jesús Olasagasti, Juan Antonio de Acha Pellón, Teodoro Delgado, Álvaro Delgado, Rosario de Velasco o José Caballero.

## Novelas
Vértice también publicó cuentos, y desde septiembre de 1938 se publicó un suplemento especial dedicado a la novela. La revista publicó 33 novelas exentas (1938-1942) y doce novelas encartadas (1937-1938) en una colección llamada "Las novelas de Vértice" en la que se recogen obras de Concha Espina, Juan Antonio de Zunzunegui, José María Salaverría, Gonzalo Torrente Ballester, Álvaro Cunqueiro, José María Castroviejo, Rafael Sánchez Mazas, Ernesto Giménez Caballero, Eugenio Montes, y otros. También fueron llamadas "Novelas de la Victoria", en las que se explicaba la guerra, se valoraba el Régimen y se exaltaban los mitos literarios del valor y el heroísmo.
En el suplemento literario correspondiente del número de enero de 1941 fue publicada la obra Rogelia en Finisterre, de Álvaro Cunqueiro.

## Directores
Durante su existencia destacaron en la dirección varias personalidades:
- Manuel Halcón:[12] bajo su dirección participan destacadas firmas de la intelectualidad falangista y del bando sublevado. Los contenidos son muy diversos pero lo más llamativo es su cuidado diseño y la hábil combinación entre imágenes, ilustraciones y textos doctrinales.[13]
- Samuel Ros Pardo: Estuvo al frente de la dirección desde 1940 hasta poco antes de su muerte. Colaboraba en revistas como la propia Vértice, Legiones y Falange y Escorial, donde publicó su obra En el otro cuarto, que se llegó a estrenar en el Teatro Jovellanos de Gijón.[14]
- José María Alfaro.[15]